# Atlantis
 For alternative betydninger, se Atlantis (flertydig). (Se også artikler, som begynder med Atlantis)
Atlantis er et sagnland, som den græske filosof Platon benyttede som et eksempel på en idealstat i sine dialoger Kritias og Timaios. Han beskrev det som oprettet af Poseidon og beliggende i Atlanterhavet og fortalte, hvordan hovedstaden var omgivet af mægtige cirkelformede kanaler med et palads i centrum, og hvorledes landet til sidst forsvandt under havets overflade. Historien blev gennem det meste af oldtiden set som en litterær fiktion, og først hen mod antikkens slutning begyndte nogle kommentatorer af Platons værker at anse historien for sand. Gennem middelalderen og især i nyere tid voksede interessen for Atlantis, og man identificerede landet med de forskelligste områder, som Helgoland eller Antarktis.
Platon angav at Atlantis sank i det 10. årtusinde f.Kr..

## Skandinavien
Olof Rudbeck den ældre var en betydelig svensk videnskabsmand, der som ung opdagede menneskets lymfesystem. Da han i 1660'erne ville udarbejde et landkort over området ved Mälaren, fandt han, hvad han mente var påfaldende ligheder mellem stednavne dér og ved Middelhavet. Som et resultat skrev han værket Atlantica i fire bind på i alt ca 3.000 sider, udgivet fra 1679 til 1702. Af værket fremgår, at Skandinavien er civilisationens vugge, Atlantis, og at svensk er verdens ursprog, som blandt andet hebraisk og latin udvikledes fra. Rudbeck sluttede, at ikke kun Atlantis, men også Hades og Olympen lå på "wåra Atlantiska Õö", som han kaldte Skandinavien. Han sendte en ekspedition til Nordkalotten på jagt efter Hades. Oldtidens guder og helte havde efter hans mening enten været svenskere eller besøgt Sverige. Nordkap og Kullen var minder om Herkules' bedrifter, mens Øresund (og ikke Gibraltarstrædet) var de egentlige "Herkules' søjler". Ligeledes var Tjøme det Thymaterion, som Gibraltar-farerne Hanno og Skylax havde besøgt i århundrederne f.Kr. Skylax havde ifølge Rudbeck også besøgt Arendal og Grimstad.
Hans teorier nærede heller ikke hans samtid den helt store tiltro til. Holberg skrev en satire over Rudbecks skrifter, og Diderot anførte i sin encyklopædi Rudbeck som et eksempel på, hvorfor man ikke skal blande mytologi og etymologi sammen.

## Spanien
Ifølge Professor Richard Freund og National Geographic er Atlantis fundet lidt nord for Cadiz i Dona Ana-parken i marsken.

Mr Villarías-Robles er skeptisk overfor professor Richard Freunds påstande.
Arkæologen Jorge Bonser har gravet i samme område og skrevet om det.

## Santorini
En anden baggrund for sagnet kan være den vulkanske eksplosion, der ødelagde øen Thera/Santorini i slutningen af det 17. århundrede f.Kr. Mange arkæologer hævder, at eksplosionen må være foregået cirka 1530/1500 baseret på det arkæologiske materiale. Herimod rejser omfattende naturvidenskabelige dateringer sig. Stort set alle større kulstof-14 undersøgelser indikerer en dato i sidste halvdel af det 17. århundrede f. Kr., og iskerneboringer på Grønland og årringsstudier indikerer også væsentlige atmosfæriske begivenheder i denne periode, men ikke 1530/1500. I øvrigt er de traditionelle arkæologiske dateringer bundet op på den usikre egyptiske kronologi, hvor man opererer med en høj, mellemste og lav kronologi, hvor det i mange år har været kutyme at anvende den mellemste. Thera-undersøgelserne tyder dog på, at det er den høje egyptiske kronologi, der bør anvendes. Mange arkæologer er overbevist om det.